# Curso deseado
En navegación aérea el curso deseado o Ruta deseada es el ángulo entre el norte (cualquiera que se esté usando: Magnético, geográfico, etc) y la línea recta que une dos puntos de ruta waypoints sucesivos en la ruta. En inglés se denomina "Desired Track", y se abrevia DTK.